# Eva Ras
Eva Ras (Eva Marija Balaš-Stević) (* 1. Januar 1941 in Subotica, Jugoslawien) ist eine serbische Schauspielerin.
Nach ihrem Studium an der Fakultet dramskih umetnosti in Belgrad begann sie mit der Schauspielerei. Ihre erste größere Rolle hatte sie in dem Film Der Schut von Karl May mit Lex Barker als Kara Ben Nemsi. Mit ihrem Mann Radomir Stević Ras gründete sie 1964 das Theater Teatar nacionalne drame. In dem international bekannten gesellschaftskritischen Film Ljubavni slučaj ili tragedija službenice P.T.T. (1967, Regie: Dušan Makavejev) spielte sie die Hauptrolle. Weiterhin schrieb sie Theaterstücke, Bücher und Gedichte.
Sie wurde von den Kritikern als begabte Schauspielerin gelobt und erhielt in Ungarn den Goldenen Schmetterling Preis als auch 2005 den Aleksandar Lifka Preis für ihr Lebenswerk. Das jugoslawische Nationale Filmtheater verlieh ihr das große Siegel. Für ihre Bücher und Gedichte erhielt sie mehrfach nationale Preise in Jugoslawien und Serbien.

## Filmographie (Auswahl)
- 1961: Ne diraj u sreću
- 1963: Zemljaci
- 1964: Der Schut
- 1965: Der Mensch ist kein Vogel
- 1965: Der Schatz der Azteken
- 1967: Ein Liebesfall (Ljubavni slučaj ili tragedija službenice P.T.T.)
- 1968: Es regnet auf mein Dorf
- 1974: Fahrschule (Autó)
- 1977: Gruppenbild mit Dame
- 1985: Papa ist auf Dienstreise
- 2023: Where the Road Leads (Ovuda će proći put)
- 2024: Das erste Omen (The First Omen)